# Cleistachne
Cleistachne es un género de plantas herbáceas de la familia de las poáceas. Es originario de África, regiones templadas de Europa y tropicales de Asia.

## Citología
Número de la base del cromosoma, x = 9. 2n = 36.

## Especies
- Cleistachne macrantha Stapf
- Cleistachne sorghoides Benth.
- Cleistachne stocksii Hook. f.
- Cleistachne teretifolia Hack.